# 芒扎
芒扎（法語：Manzat，法語發音：[mɑ̃za] ⓘ）是法国多姆山省的一个市镇，位于该省西北部，属于里永区。

## 地理
芒扎（45°57'42"N, 2°56'29"E）面积39.06 平方千米，位于法国奥弗涅-罗讷-阿尔卑斯大区多姆山省，该省份为法国中南部省份，北起阿列省接壤，东临卢瓦尔省，南至上盧瓦爾省和康塔爾省，西接科雷兹省和克勒兹省。
与芒扎接壤的市镇（或旧市镇、城区）包括：圣昂热勒、沙普德博福尔、沙博尼耶尔-莱瓦雷讷、旧沙博尼耶尔、卢贝拉、皮尔韦里耶尔、圣乔治德蒙斯、维特拉克。

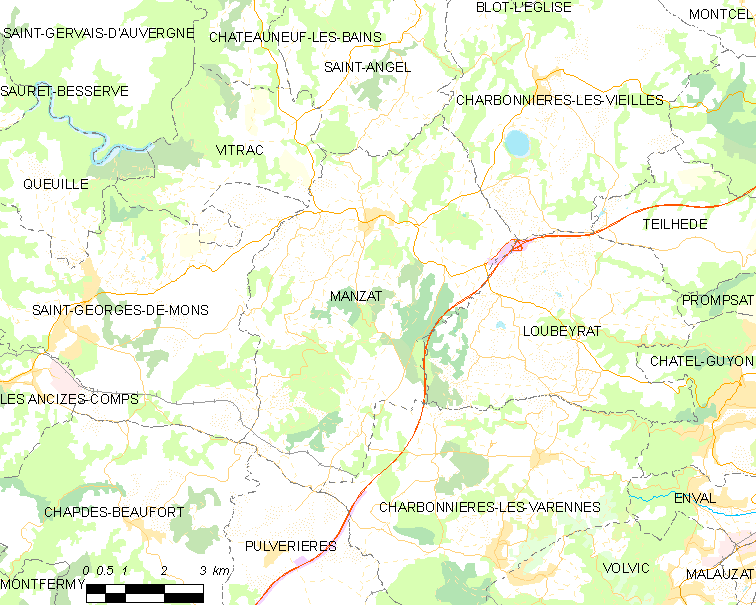
芒扎的OSM定位图

芒扎的时区为UTC+01:00、UTC+02:00（夏令时）。

## 行政
芒扎的邮政编码为63410，INSEE市镇编码为63206。

## 政治
芒扎所属的省级选区为圣乔治德蒙斯县。

## 人口

1962-2008年间芒扎人口变化图示

芒扎于2022年1月1日时的人口数量为1417人。